# لوئی چهاردهم و عصرش
لوئی چهاردهم و عصرش (به فرانسوی: Louis XIV et son siècle) یک رمان تاریخی است که توسط الکساندر دوما نویسندهٔ فرانسوی نوشته شده‌است. این رمان به فاصلهٔ اندکی بعد از سه تفنگدار انتشار یافت.
این کتاب را اولین بار محمدطاهر میرزا به فارسی برگردانده است.